# Uli Nefzer
Uli Nefzer (...) è un artista tedesco, specializzato nella lavorazione di effetti speciali digitali in campo cinematografico e televisivo.

## Filmografia parziale
- Pietro il Grande (serie TV, 6 episodi) (1986)
- La zia di Frankenstein (serie TV, 7 episodi) (1987)
- 007 - Zona pericolo (The Living Daylights), regia di John Glen (1987)
- L'orso (L'ours), regia di Jean-Jacques Annaud (1988)
- Così lontano così vicino (In weiter Ferne, so nah!), regia di Wim Wenders (1993)
- La storia infinita 3 (The NeverEnding Story III), regia di Peter MacDonald (1994)
- Sinistre ossessioni (The Passion of Darkly Noon), regia di Philip Ridley (1995)
- Rob Roy, regia di Michael Caton-Jones (1995)
- Il mistero del principe Valiant (Prince Valiant), regia di Anthony Hickox (1997)
- Il mio amico vampiro (The Little Vampire), regia di Uli Edel (2000)
- Il nemico alle porte (Enemy at the Gates), regia di Jean-Jacques Annaud (2001)
- Equilibrium, regia di Kurt Wimmer (2002)
- Due fratelli (Deux frères), regia di Jean-Jacques Annaud (2004)
- The Bourne Supremacy, regia di Paul Greengrass (2004)
- La caduta - Gli ultimi giorni di Hitler (Der Untergang), regia di Oliver Hirschbiegel (2004)
- Doom, regia di Andrzej Bartkowiak (2005)
- V per Vendetta (V for Vendetta), regia di James McTeigue (2005)
- Profumo - Storia di un assassino (Perfume: The Story of a Murderer), regia di Tom Tykwer (2006)
- Eragon, regia di Stefen Fangmeier (2006)
- Speed Racer, regia di Lana e Lilly Wachowski (2008)
- La banda Baader Meinhof (Der Baader Meinhof Komplex), regia di Uli Edel (2008)
- Bastardi senza gloria (Inglourious Basterds), regia di Quentin Tarantino (2009)
- Mr. Nobody, regia di Jaco Van Dormael (2009)
- Pandorum - L'universo parallelo (Pandorum), regia di Christian Alvart (2009)
- Ninja Assassin, regia di James McTeigue (2009)
- Sua Maestà (Your Highness), regia di David Gordon Green (2011)
- Cloud Atlas, regia di Tom Tykwer, Lana e Lilly Wachowski (2012)
- Die Hard - Un buon giorno per morire (A Good Day to Die Hard), regia di John Moore (2013)
- Uncharted, regia di Ruben Fleischer (2022)
- Ferrari, regia di Michael Mann (2023)